# Mästerverket
Mästerverket är en svensk TV-serie från 2006 i regi av Linus Tunström. Serien, vilken sändes i fyra timslånga avsnitt från den 20 november till den 12 december 2006, är baserad på ett manus av Hans Renhäll. Mästerverket har även utgivits på DVD 2007.

## Handling
I ett mindre svenskt samhälle är Christer präst, och han lider av prestationsångest på flera plan. En dag dyker en främling vid namn Uno upp och påbörjar en målning som Christer länge velat ha i kyrkans tak. Men märkliga saker börjar ske med ortens befolkning.

## Rollista
- Tobias Hjelm - Christer
- Livia Millhagen - Sara
- Ulf Brunnberg - Thorsten
- Agneta Ahlin - Ingegerd
- Peter Viitanen - Thomas
- Marcus Groth - Uno
- Jakob Tamm - Sören
- Eva Melander- Monica
- Nicklas Gustavsson - Sander
- Jan Modin - Ludvig
- Eva Millberg - Birgitta
- Elsa Billgren - Pia
- Torsten Wahlund - Ingvar
- Anna Ulrika Ericsson - Jane
- Ingrid Luterkort - den gamla kvinnan
- Bo Swedberg - Einar, pensionär
- Barbro Kollberg - Gunvor, pensionär
- Dan Bratt - Pierre